# Clubiona zyuzini
Clubiona zyuzini är en spindelart som beskrevs av Mikhailov 1995. Clubiona zyuzini ingår i släktet Clubiona och familjen säckspindlar. Inga underarter finns listade i Catalogue of Life.